# Gran Premio di superbike di Sugo 2003
Il Gran Premio di superbike di Sugo 2003 è stato la terza prova su dodici del campionato mondiale Superbike 2003, disputato il 30 marzo sul circuito di Sugo, in gara 1 ha visto la vittoria di Neil Hodgson davanti a Régis Laconi e James Toseland, lo stesso pilota si è ripetuto anche in gara 2, davanti a Gregorio Lavilla e Pierfrancesco Chili.
La vittoria nella gara valevole per il campionato mondiale Supersport 2003 è stata ottenuta da Christian Kellner.
Questa è anche l'ultima gara del campionato mondiale Superbike ospitata dal circuito di Sugo.

## Risultati

### Gara 1

#### Arrivati al traguardo[4]
| Pos. | Nº  | Pilota              | Squadra                  | Motocicletta       | Giri | Tempo     | Griglia | Punti |
| ---- | --- | ------------------- | ------------------------ | ------------------ | ---- | --------- | ------- | ----- |
| 1º   | 100 | Neil Hodgson        | Ducati Fila              | Ducati 999F03      | 25   | 37:57.829 | 5º      | 25    |
| 2º   | 55  | Régis Laconi        | Caracchi NCR Nortel Net. | Ducati 998RS       | 25   | +0:07.167 | 1º      | 20    |
| 3º   | 52  | James Toseland      | HM Plant Ducati          | Ducati 998F02      | 25   | +0:14.853 | 7º      | 16    |
| 4º   | 11  | Rubén Xaus          | Ducati Fila              | Ducati 999F03      | 25   | +0:28.299 | 12º     | 13    |
| 5º   | 10  | Gregorio Lavilla    | Alstare Suzuki           | Suzuki GSX-R 1000  | 25   | +0:32.382 | 3º      | 11    |
| 6º   | 77  | Hitoyasu Izutsu     | Team HRC                 | Honda VTR 1000SPW  | 25   | +0:32.584 | 9º      | 10    |
| 7º   | 19  | Lucio Pedercini     | Team Pedercini           | Ducati 998RS       | 25   | +1:00.615 | 10º     | 9     |
| 8º   | 76  | Atsushi Watanabe    | Team Suzuki              | Suzuki GSX-R 1000  | 25   | +1:02.154 | 4º      | 8     |
| 9º   | 8   | James Haydon        | Foggy Petronas Racing    | Petronas Foggy FP1 | 25   | +1:07.432 | 21º     | 7     |
| 10º  | 33  | Juan Borja          | D.F.X. Racing            | Ducati 998RS       | 25   | +1:11.446 | 19º     | 6     |
| 11º  | 6   | Mauro Sanchini      | Kawasaki Bertocchi       | Kawasaki ZX7RR     | 25   | +1:17.354 | 14º     | 5     |
| 12º  | 15  | Giovanni Bussei     | UnionBike GiMotorsport   | Yamaha YZF R1      | 25   | +1:18.970 | 17º     | 4     |
| 13º  | 20  | Marco Borciani      | D.F.X. Racing            | Ducati 998RS       | 25   | +1:27.846 | 20º     | 3     |
| 14º  | 74  | Ken'Ichiro Nakamura | Blue Helmet MSC          | Honda VTR 1000 SP2 | 25   | +1:28.048 | 18º     | 2     |
| 15º  | 99  | Steve Martin        | D.F.X. Racing            | Ducati 998RS       | 24   | +1 giro   | 15º     | 1     |

#### Ritirati
| Nº | Pilota              | Squadra               | Motocicletta       | Giri | Griglia |
| -- | ------------------- | --------------------- | ------------------ | ---- | ------- |
| 91 | Walter Tortoroglio  | White Endurance       | Honda VTR 1000 SP2 | 18   | 22º     |
| 79 | Noriyasu Numata     | Team Foundatlon       | Ducati 996 RS      | 16   | 13º     |
| 5  | Ivan Clementi       | Kawasaki Bertocchi    | Kawasaki ZX7RR     | 0    | 11º     |
| 4  | Troy Corser         | Foggy Petronas Racing | Petronas Foggy FP1 | 0    | 8º      |
| 9  | Chris Walker        | HM Plant Ducati       | Ducati 998F02      | 0    | 6º      |
| 7  | Pierfrancesco Chili | PSG-1                 | Ducati 998RS       | 0    | 2º      |

### Gara 2

#### Arrivati al traguardo[5]
| Pos. | Nº  | Pilota              | Squadra                  | Motocicletta       | Giri | Tempo     | Griglia | Punti |
| ---- | --- | ------------------- | ------------------------ | ------------------ | ---- | --------- | ------- | ----- |
| 1º   | 100 | Neil Hodgson        | Ducati Fila              | Ducati 999F03      | 25   | 37:56.499 | 5º      | 25    |
| 2º   | 10  | Gregorio Lavilla    | Alstare Suzuki           | Suzuki GSX-R 1000  | 25   | +0:00.818 | 3º      | 20    |
| 3º   | 7   | Pierfrancesco Chili | PSG-1                    | Ducati 998RS       | 25   | +0:01.470 | 2º      | 16    |
| 4º   | 11  | Rubén Xaus          | Ducati Fila              | Ducati 999F03      | 25   | +0:10.470 | 12º     | 13    |
| 5º   | 52  | James Toseland      | HM Plant Ducati          | Ducati 998F02      | 25   | +0:11.133 | 7º      | 11    |
| 6º   | 77  | Hitoyasu Izutsu     | Team HRC                 | Honda VTR 1000SPW  | 25   | +0:21.604 | 9º      | 10    |
| 7º   | 55  | Régis Laconi        | Caracchi NCR Nortel Net. | Ducati 998RS       | 25   | +0:21.953 | 1º      | 9     |
| 8º   | 5   | Ivan Clementi       | Kawasaki Bertocchi       | Kawasaki ZX7RR     | 25   | +0:48.857 | 11º     | 8     |
| 9º   | 33  | Juan Borja          | D.F.X. Racing            | Ducati 998RS       | 25   | +1:01.770 | 19º     | 7     |
| 10º  | 6   | Mauro Sanchini      | Kawasaki Bertocchi       | Kawasaki ZX7RR     | 25   | +1:05.289 | 14º     | 6     |
| 11º  | 15  | Giovanni Bussei     | UnionBike GiMotorsport   | Yamaha YZF R1      | 25   | +1:09.325 | 17º     | 5     |
| 12º  | 4   | Troy Corser         | Foggy Petronas Racing    | Foggy Petronas FP1 | 25   | +1:15.284 | 8º      | 4     |
| 13º  | 20  | Marco Borciani      | D.F.X. Racing            | Ducati 998RS       | 24   | +1 giro   | 20º     | 3     |
| 14º  | 74  | Ken'Ichiro Nakamura | Blue Helmet MSC          | Honda VTR 1000 SP2 | 24   | +1 giro   | 18º     | 2     |
| 15º  | 91  | Walter Tortoroglio  | White Endurance          | Honda VTR 1000 SP2 | 24   | +1 giro   | 22º     | 1     |

#### Ritirati
| Nº | Pilota           | Squadra               | Motocicletta       | Giri | Griglia |
| -- | ---------------- | --------------------- | ------------------ | ---- | ------- |
| 76 | Atsushi Watanabe | Team Suzuki           | Suzuki GSX-R 1000  | 13   | 4º      |
| 79 | Noriyasu Numata  | Team Foundatlon       | Ducati 996 RS      | 7    | 13º     |
| 8  | James Haydon     | Foggy Petronas Racing | Foggy Petronas FP1 | 7    | 21º     |
| 99 | Steve Martin     | D.F.X. Racing         | Ducati 998RS       | 4    | 15º     |
| 9  | Chris Walker     | HM Plant Ducati       | Ducati 998F02      | 2    | 6º      |
| 19 | Lucio Pedercini  | Team Pedercini        | Ducati 998RS       | 0    | 10º     |

### Supersport

#### Arrivati al traguardo
| Pos. | Nº  | Pilota                   | Squadra               | Motocicletta    | Giri | Tempo     | Griglia | Punti |
| ---- | --- | ------------------------ | --------------------- | --------------- | ---- | --------- | ------- | ----- |
| 1º   | 93  | Christian Kellner        | Yamaha Deutschland    | Yamaha YZF R6   | 25   | 39'19.896 | 3º      | 25    |
| 2º   | 85  | Ryūichi Kiyonari         | Dark Dog Honda BKM    | Honda CBR 600RR | 25   | +0.243    | 13º     | 20    |
| 3º   | 3   | Stéphane Chambon         | Alstare Suzuki        | Suzuki GSX 600R | 25   | +3.192    | 2º      | 16    |
| 4º   | 84  | Tekkyū Kayō              | Yamaha Belgarda       | Yamaha YZF R6   | 25   | +10.334   | 5º      | 13    |
| 5º   | 7   | Chris Vermeulen          | Ten Kate Honda        | Honda CBR 600RR | 25   | +14.272   | 7º      | 11    |
| 6º   | 31  | Karl Muggeridge          | Ten Kate Honda        | Honda CBR 600RR | 25   | +16.326   | 6º      | 10    |
| 7º   | 23  | Broc Parkes              | Dark Dog Honda BKM    | Honda CBR 600RR | 25   | +16.532   | 9º      | 9     |
| 8º   | 4   | Jurgen van den Goorbergh | Yamaha Belgarda       | Yamaha YZF R6   | 25   | +17.596   | 10º     | 8     |
| 9º   | 17  | Pere Riba                | Kawasaki R.T. KRT     | Kawasaki ZX6RR  | 25   | +18.516   | 4º      | 7     |
| 10º  | 15  | Alessio Corradi          | Italia Spadaro F.R.   | Yamaha YZF R6   | 25   | +28.626   | 15º     | 6     |
| 11º  | 12  | Christophe Cogan         | Dark Dog Honda BKM    | Honda CBR 600RR | 25   | +30.582   | 19º     | 5     |
| 12º  | 71  | Werner Daemen            | Van Zon Honda T.K.R.  | Honda CBR 600RR | 25   | +37.443   | 16º     | 4     |
| 13º  | 16  | Simone Sanna             | Yamaha Belgarda       | Yamaha YZF R6   | 25   | +37.484   | 18º     | 3     |
| 14º  | 69  | Gianluca Nannelli        | Lorenzini by Leoni    | Yamaha YZF R6   | 25   | +43.951   | 17º     | 2     |
| 15º  | 2   | Katsuaki Fujiwara        | Alstare Suzuki        | Suzuki GSX 600R | 25   | +45.520   | 1º      | 1     |
| 16º  | 77  | Thierry van den Bosch    | Yamaha France - Ipone | Yamaha YZF R6   | 25   | +49.013   | 11º     |       |
| 17º  | 9   | Iain MacPherson          | Van Zon Honda T.K.R.  | Honda CBR 600RR | 25   | +51.550   | 8º      |       |
| 18º  | 21  | Matthieu Lagrive         | Yamaha France - Ipone | Yamaha YZF R6   | 25   | +57.363   | 23º     |       |
| 19º  | 116 | Sébastien Charpentier    | Klaffi Honda          | Honda CBR 600RR | 25   | +1'16.875 | 22º     |       |

#### Ritirati
| Nº | Pilota             | Squadra            | Motocicletta    | Giri | Griglia |
| -- | ------------------ | ------------------ | --------------- | ---- | ------- |
| 22 | Stefano Cruciani   | Kawasaki Bertocchi | Kawasaki ZX6RR  | 16   | 21º     |
| 18 | Robert Ulm         | Klaffi Honda       | Honda CBR 600RR | 6    | 20º     |
| 8  | Jörg Teuchert      | Yamaha Deutschland | Yamaha YZF R6   | 2    | 14º     |
| 1  | Fabien Foret       | Kawasaki R.T. KRT  | Kawasaki ZX6RR  | 2    | 12º     |
| 20 | Kai Børre Andersen | Saveko Racing      | Kawasaki ZX6RR  | 1    | 24º     |